# Anders Gutehall
Per Anders Gutehall, född 18 november 1967, är en svensk marinarkeolog.
Anders Gutehall utbildade sig till gymnasieingenjör i maskinteknik och datavetenskap och arbetade efter examen under ett antal år som teknisk illustratör. Han utbildade sig därefter till arkeolog på Göteborgs universitet med examen 2010, med inriktning på marinarkeologi samt dokumentationsteknik. Han han varit anställd som marinarkeolog, arkeolog och teknisk redaktör på bland andra Bohusläns museum, Jönköpings läns museum och Vikingeskibsmuseet. 
Han är sedan 2015 konsult inom arkeologi och dokumentation i egna företaget Visuell Arkeologi Norden AB med uppdrag för arkeologiska institutioner, museer, universitet och bokförlag.